# Annona ekmanii
Annona ekmanii este o specie de plante angiosperme din genul Annona, familia Annonaceae, descrisă de Robert Elias Fries. A fost clasificată de IUCN ca specie vulnerabilă. Conform Catalogue of Life specia Annona ekmanii nu are subspecii cunoscute.